# Gingalain
Sir Gingalain (anche Guinglain, Gingalin, Gliglois, Wigalois, e altri), noto anche come Le Bel Inconnu, o "il bello sconosciuto", è un personaggio della leggenda arturiana. È il personaggio eponimo di Le Bel Inconnu, un poema composto da Renaut de Beaujeu tra la metà degli anni 1180 e il 1230, e del manoscritto (distrutto) del XIII secolo, Gliglois. Non è certo, tuttavia, se tale opera si riferisca allo stesso personaggio.

## Leggenda
Secondo il racconto, Gingalain è il figlio di Sir Gawain e di Blanchemal, una fata che Gawain incontra nella foresta. Blanchemal tiene segreta l'identità al figlio e non gli parla mai della sua stirpe. Egli realizza il suo desiderio di essere un cavaliere dopo aver trovato il corpo di un cavaliere nella foresta e si reca alla corte di Re Artù per essere nominato cavaliere come Sir Le Bel Inconnu. Un messaggero arriva chiedendo aiuto per la principessa del Galles, Blonde Esmerée, che è sotto assedio da parte del potente mago Mabon. Le Bel Inconnu assume la ricerca e accompagna la dama di compagnia e messaggera della principessa, Hélie, nella città assediata. Salva la principessa, la quale per gratitudine gli si offre in matrimonio.
Prima della missione di salvataggio, Gingalain affronta diverse avventure. La più significativa è la sconfitta di Malgier le Gris, un pretendente indesiderato che desidera sposare Pucelle aux Blanches Mains, Signora dell'Ile d'Or, e in alcune versioni, una fata o un'incantatrice. Lei tuttavia non desidera sposare le Gris e, quando Gingalain la salva, in segno di gratitudine gli offre il suo matrimonio e le sue terre. I due hanno in programma di sposarsi, ma Le Bel Inconnu la abbandona per completare il suo obbligo nei confronti della principessa del Galles. Successivamente però il cavaliere torna a fare visita a Pucelle per scusarsi per la sua improvvisa partenza.
Re Artù organizza un torneo con l'intento di attirare Gingalain a corte e di indirizzare la sua decisione di matrimonio verso la principessa del Galles. Unendosi al torneo, Gingalain avrebbe dovuto rinunciare al suo amore per Pucelle e non vederla mai più, e il cavaliere decide comunque di partecipare. Pucelle si offre altruisticamente di aiutarlo con i suoi poteri, e lo trasporta fuori dal suo castello con un cavallo, uno scudiero e un'armatura, in modo che possa partecipare al torneo. Gingalain sposa infine la principessa del Galles, più per ragioni sociali che per amore, e scopre che Gawain è suo padre.

## Altre apparizioni
Gingalain appare anche ne La Morte di Artù di Thomas Malory, in cui viene ucciso insieme ai suoi fratelli Sir Florence e Sir Lovell quando Mordred e Agravain scoprono la relazione di Ginevra con Lancillotto. 
Il motivo del bello sconosciuto era molto popolare nel romanticismo medievale; La storia di Gingalain è chiaramente collegata (se non la fonte diretta) ai racconti di Gareth, Parsifal e soprattutto Sir Breunor.